# Риваденейра, Педро де
Педро де Риваденейра (настоящие имя и фамилия — Педро Ортиз де Сиснерос) (исп. Pedro de Rivandeneira; 1 ноября 1527, Толедо — 22 сентября 1611, Мадрид) — испанский агиограф, историк, биограф, мыслитель.

## Биография
Родился в знатной испанской семье. Его дед Эрнандо Ортис де Сиснерос, при короле Фердинанде IV служил губернатором Толедо.
В 13-летнем возрасте был принят в Общество Иисуса. В 1540 получил папскую санкцию и был официально принят Игнатием Лойолой в иезуиты.
Образование получил в университетах Парижа , Лёвена и Падуи (1542), где изучал философию и теологию.
В ноябре 1549 поселился в Палермо, в течение двух с половиной лет преподавал риторику в новой духовной семинарии, посвящая своё свободное время на посещение и утешение страждущих в больницах.
Рукоположен в сан священника в декабре 1553. В течение 21 года постоянно занимал самые важные посты в управляющих иезуитским орденом структурах, в Тоскане и на Сицилии. Выполнял важные поручения Лойолы. Так, в 1555, был послан с миссией в Бельгию. В 1557 году — в Рим и Фландрию. В 1558 году посетил Англию.

## Работы
Самый важный труд Риваденейра «Жизнь Лойолы» (1572), которого он хорошо знал. Тем самым автор стал первым биографом святого Игнатия.
Он автор одного из важнейших трудов о духовных писателях-иезуитах «Illustrius scriptorum religionis Societatis Iesu catalogus» (1602—1608). Ему принадлежат биографии Франсиско Борджа и Диего Лаинеса, «Flos sanctorum» или «Книга житий святых» (в 2-х томах).
Автор «Historia eclesiástica del cisma del reino de Inglaterra»(«История раскола церкви в королевстве Англия», Мадрид, 1588), в которой использованы источники полученные от других авторов, преследуемых английских католиков, укрывшихся в Бельгии).
В своих трудах и письмах осуждал макиавеллизм, в частности, «Tratado de la religión y virtudes que debe tener el príncipe cristiano para governar y conservar sus Estados. contra lo que Nicolás Machiavelo y los políticos de este tiempo enseñan» («Трактат о религии и добродетели, которые должны иметь христианские князья, чтобы управлять и сохранить свои состояния» (Мадрид, 1595).
Термин национальные интересы, который сам Макиавелли не использовал, но который применяли его сторонники (автором его является Джованни Ботеро), был для Педро де Риваденейра синонимом «интересы сатаны» (razon de satanas).